# Verjährung
Verjährung ist im Zivilrecht der durch den Ablauf einer bestimmten Frist bewirkte Verlust der Möglichkeit, einen bestehenden Anspruch durchzusetzen. Im öffentlichen Recht führt die Verjährung in der Regel zum Erlöschen des Anspruchs. Die strafrechtliche Verfolgungsverjährung stellt ein Verfahrenshindernis dar, das heißt, die Straftat kann nicht mehr verfolgt werden. Tritt die Vollstreckungsverjährung ein, kann die Strafe nicht mehr vollstreckt werden.
Bereits das römische Recht kannte die Verjährung als longi temporis praescriptio.
Zu landesspezifischen Details siehe:
- Verjährung (Deutschland)
- Verjährung (Österreich)